# Вон Джи Ан
Вон Джи Ан (кор. 원지안; род. 17 августа 1999, Пучхон, Кёнгидо, Республика Корея) — южнокорейская актриса, известная своими ролями в сериалах «Охотник за дезертирами» (2021—2023) и «Игра в кальмара» (2024—2025).

## Биография
Ким Ин Сон родилась 17 августа 1999 года в Пучхоне, провинция Кёнгидо. По состоянию на 2024 год учится в Корейском национальном университете искусств.

## Фильмография
| Год       |   | Русское название                  | Оригинальное название                | Роль                |
| --------- | - | --------------------------------- | ------------------------------------ | ------------------- |
| 2021—2023 | с | Охотник за дезертирами            | D.P.                                 | Moon Young-ok       |
| 2021      | ф | С Новым годом                     | A Year-End Medley                    | Lim Ah-young        |
| 2022      | с | С Новым годом: Расширенная версия | A Year-End Medley - Extended Version | Lim Ah-young        |
| 2022      | с | Подростковая преступность         | Hope or Dope                         | Kyung Da-jung       |
| 2022      | с | Расскажи мне свое желание         | If You Wish Upon Me                  | Ha Joon-kyung       |
| 2023      | с | Сердцебиение                      | Heartbeat                            | Joo In-hae          |
| 2024—2025 | с | Игра в кальмара                   | 오징어 게임                          | Се Ми / Игрок № 380 |
| 2025      | с | Сделано в Корее                   | Made in Korea                        | Choi Yoo-ji         |
| 2025      | с | Приятные издевательства           | Pleasant Bullying                    | Soo Hyun            |
| 2025      | с |                                   | Waiting for Gyeongdo                 | Seo Ji-woo          |
| 2025      | с |                                   | Tempest                              | Kang Ha-na          |